# Геркулес: Как стать героем
«Геркулес: Как стать героем» (англ. Hercules: Zero to Hero) — мультфильм 1998 года, выпущенный сразу на видео, мидквел мультфильма «Геркулес» студии Уолта Диснея.

## Сюжет
Мультфильм кратко рассказывает о том, что произошло после того, как Геркулес победил своего дядю Аида, бога подземного мира (который за кадром выбрался из Стикса и отказался от своих планов по захвату Олимпа) и женился на красавице Мег. Основное действие происходит в воспоминаниях Геркулеса, когда он учился в школе под названием «Академия Прометея» (которую посещал во время обучения у сатира Филактета) и его приключениях вместе с друзьями — чокнутым юношей-изобретателем Икаром и девушкой-провидицей по имени Кассандра.

## Роли озвучивали
Большинство актёров, озвучивавших полнометражный фильм, вернулись к работе над его телевизионным продолжением. Единственный выпавший из проекта актёр — Дэнни Де Вито. Роль Филактета озвучил актёр Роберт Костанцо. Кроме того, мультфильм стал последней работой Пэдди Эдвардс (она озвучила Атропу), скончавшейся от дыхательной недостаточности в 1998 году.
Список остальных актёров представлен в алфавитном порядке:
- Эрик Айдл — Парантезис
- Дидрих Бэйдер — Адонис
- Барбара Барри — Алкмена
- Джоди Бенсон — Елена Троянская
- Сандра Бернар — Кассандра
- Кори Бёртон — Зевс
- Джеймс Вудс — Аид
- Брэд Гарретт — Орф
- Кэти Ли Гиффорд — Ехидна
- Бобкэт Голдсвэйт — Боль
- Тейт Донован — Геркулес
- Майкл Дорн — Минотавр
- Сьюзан Иган — Мег
- Роберт Костанцо — Филоктет
- ЛаШанс — Терпсихора
- Тресс Макнилл — Клото, мойра
- Уэйн Найт — Орфей
- Роз Райан — Талия
- Ричард Симмонс — Физедипус
- Роберт Стэк — Рассказчик за кадром
- Френч Стюарт — Икар
- Эрик Штольц — Тезей
- Джей Томас — Арес
- Лилиас Уайт — Каллиопа
- Шерил Фриман — Мельпомена
- Мэтт Фрьюэр — Паника
- Билл Фэйгербекк — Циклопы
- Кароль Шелли — Лахесис
- Пол Шеффер — Гермес
- Пэдди Эдвардс — Атропа